# Theridion niphocosmum
Theridion niphocosmum là một loài nhện trong họ Theridiidae.
Loài này thuộc chi Theridion. Theridion niphocosmum được William Joseph Rainbow miêu tả năm 1916.